# 猪飼野
猪飼野（いかいの）は、大阪府大阪市東成区・生野区にまたがる、平野川旧河道右岸一帯の地域名称。

## 概要
旧東成郡鶴橋町の大字の一つで、現行住居表示の実施（1973年）前には猪飼野大通・猪飼野西・猪飼野中・猪飼野東の町名があった。現在の東成区玉津・大今里西の各一部、生野区中川西の全域および鶴橋・桃谷・勝山北・勝山南・舎利寺・中川・田島の各一部に当たる。

## 歴史
当地は猪甘部（いかいべ、猪飼部）として朝廷に献上する猪（ここでは大陸から持ち込まれた豚と考えられている）が飼育されていたと伝えられ、この地域は「猪飼野（いかいの）」と呼ばれていた。古代・仁徳天皇の時代には多くの「渡来人」が当地にやってきた。また、文献上の日本最古の橋がここを流れる「百済川」（現在の平野川）に猪甘津橋が架けられ、時代が下って江戸時代になると「つるのはし」と呼ばれたことから現在の「鶴橋」の地名の元となる。
古墳時代から飛鳥時代初期にかけては物部氏の勢力下にあったが、蘇我氏との抗争に敗れた後は四天王寺の領地となった。また、百済滅亡と白村江の戦いの後、上町台地の東麓一帯に多数の百済国人が移り住んだことから、一帯は「百済野」と呼ばれるようになった。飛鳥時代以降、殺生を禁じる仏教の普及により猪甘（飼）部は廃止され、一方で奈良時代から平安時代にかけて当地を含む上町台地東麓一帯に百済郡が設置され猪飼野も百済郡（比定地）のうちに含まれた。のち百済王氏は奈良時代末期には河内（現在の枚方市周辺）に移封し、また百済郡も平安末期には解消され、中世にかけては四天王寺の荘園地となり、猪養野荘（いかいのしょう）と呼ばれた。
近世においては、初期を除き、天領として江戸幕府が直轄支配した。慶長年間に行われた検地では石高千六十石。
大和川の付け替え後は井路川水路となった平野川沿岸の村が加入する用水組合に加入していたが、最末端だったため水不足の折りは水がまわらなかった時もあった。
明治以降も猪飼野は稲作か綿作をおこなう農家が数十件あつまる、大阪近郊の典型的な農村の一つに過ぎなかったが、大正期の大大阪時代に差し掛かると市街化・工業化の波が押し寄せるようになる。農地を住宅地に転換する地主や、耕作をやめて働き勤めをする小作人も増えてきた中、1919年頃に地域内の地権者により「鶴橋耕地整理組合」が結成され、民間主導で農地の整理と下水道の整備が行われた。この時にこれまでくねくねと曲がって流れていた平野川をまっすぐに付け替える改修工事が行われた。耕地整理という名目で新平野川水路を中心に区画整理されたものの、農地として利用されることはほとんどなく、1925年の大阪市編入もあいまって急速に住宅・工場密集地帯へと変貌した。
また、市街化・工業化の時期と重なるようにして、1922年の大阪 - 済州島間定期直行船「君が代丸」の就航を機に済州島から朝鮮民族が大量に渡航するようになると、当地は工場労働者の最大の受け皿となり、朝鮮民族（大半は済州島出身者）の人口が急増した。1932年（昭和7）には国鉄城東線に鶴橋駅が設置され、それまで城東線の東側200mほどに設置されていた大軌（近鉄）鶴橋駅は現在の位置に移転となり、鶴橋周辺の利便性がさらに向上した。
1944年には空襲対策として疎開道路が設置され、空襲の標的と予想された鶴橋駅周辺と上新庄生野線あたりが強制疎開となり、戦後はこの広大な空き地に闇市が広がることとなる。戦後の闇市は1946年8月に強制撤去となるが、警察の強硬な指導もあり「あっけない」ほど何事もなく解消された。その後鶴橋商店街組合の主導により区画整理され、抽選により出店者が募集され募集300に対し1200ほどの応募の中から、現在まで続く新たな商店街として出発する事となる。
1945年の日本の第二次世界大戦敗戦後、済州島出身者の約3分の2程度は済州島へ帰ったが、1948年に起きた済州島四・三事件以降に再び日本へ大量に渡航してきた。以降、在日韓国・朝鮮人として当地に根ざした人々によってコリアタウンが形成されていった。済法建親会は、済州島の法還里（법환리、ポパニ、現在の西帰浦市法還洞）出身者の団体で、1929年に三益ゴムを経営していた康興玉が組織した済法青年会の後継団体である。
1973年には大阪万博後の経済効果の余波もあり、大阪駅前再開発や難波再開発、上本町駅前再開発などと同様に鶴橋駅周辺の再開発の構想があり、25階建ての駅前ビルを含めた計画が立案されていたが、地権者の中に賛成派と反対派が分かれ意見の合意を見ず、結果として現状のまま保持される事となった。

### 略歴
- 古代〜中世 - 物部氏支配地→四天王寺領
- 近世
  - 1615年〜1619年 - 大坂藩所領
  - 1619年〜1684年頃 - 大坂西町奉行役知
  - 1684年〜1867年 - 幕府直轄領
- 近代以降
  - 1868年 - 大阪裁判所司農局ほか
  - 1870年〜 - 大阪府
  - 1889年4月1日 - 東成郡小橋村、東小橋村、木野村、岡村と合併して町村制を施行し、鶴橋村大字猪飼野となる。
  - 1912年10月1日 - 鶴橋村が町制を施行し、鶴橋町大字猪飼野となる。
  - 1925年4月1日 - 大阪市に編入され、東成区猪飼野町となる。
  - 1932年 - 東成区猪飼野大通・猪飼野西・猪飼野中・猪飼野東の新町名が起立。
  - 1943年4月1日 - 分区により生野区が新設され、関急線（現・近鉄線）を境に北側が東成区猪飼野大通、南側が生野区猪飼野大通・猪飼野西・猪飼野中・猪飼野東となる。
  - 1944年 - 東成区猪飼野大通が大成通に改称。
  - 1973年2月1日 - 住所表示変更により、猪飼野の地名が消滅[3]。

## 経済

### 産業
平野川沿岸を中心にゴム製品・金属加工関係の製造業が多く、中小の町工場が多い。東大阪市と並ぶ大阪の町工場集積地である。
「生野コリアタウン」と呼ばれる地域の中心である「御幸通商店街」があり、コリア・タウンが形成されている。地域内に焼肉屋や朝鮮料理店、キムチを売る惣菜店が多い。

### 地主
猪飼野の地主は「宮野定次郎、宮野安次郎、宮野義明、木村作次郎、木村喬雄、木村保右衛門」などがいた。

## 地理

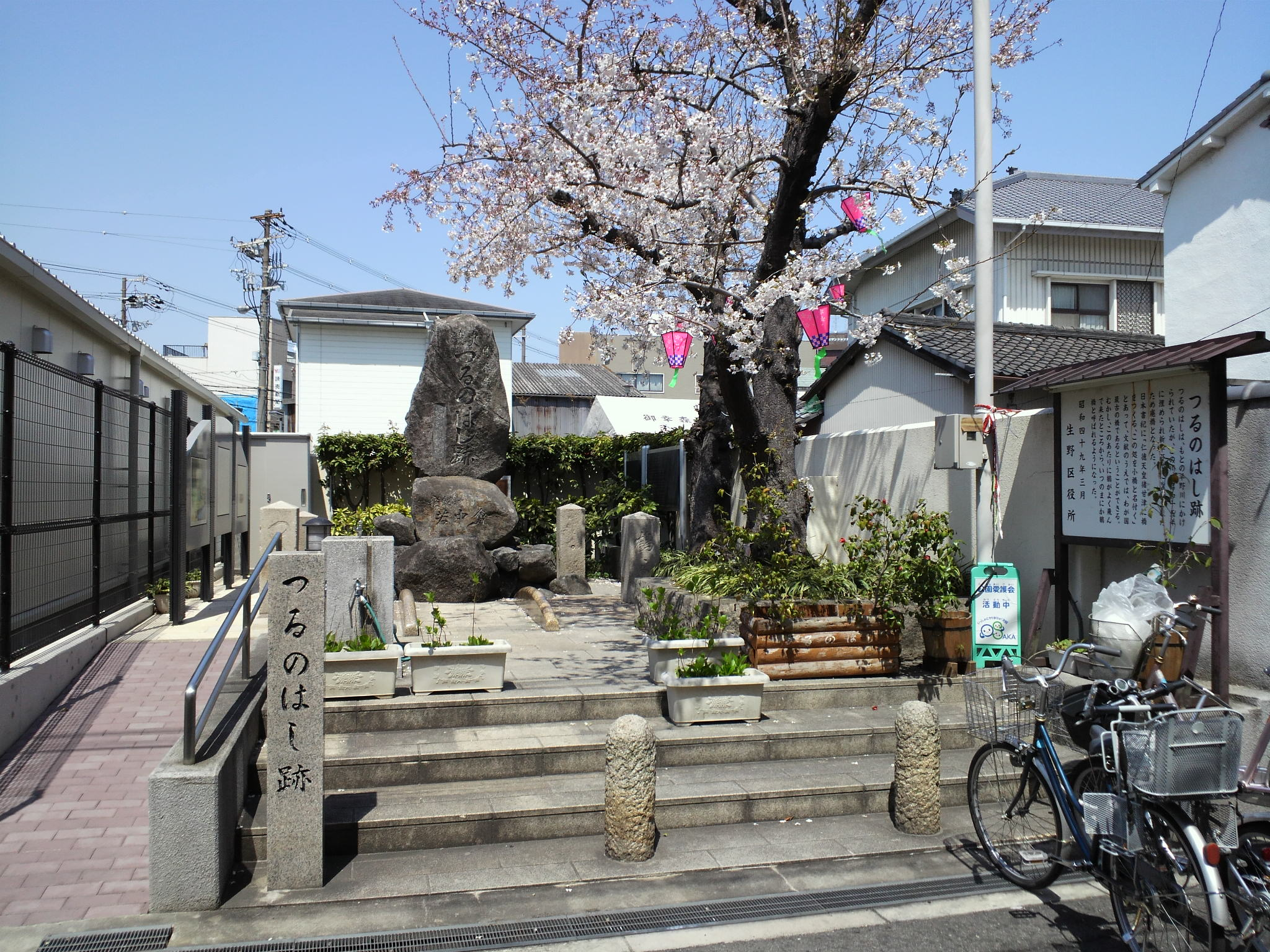
つるのはし跡公園
公園入口前の道路上に橋があった。

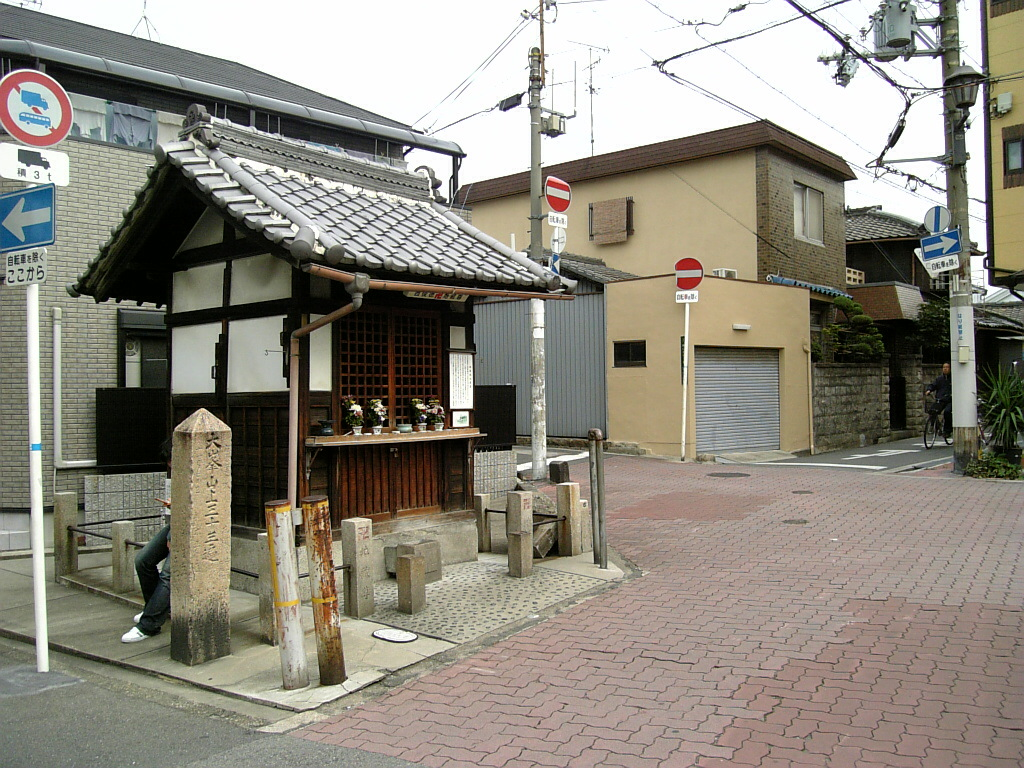
西俊徳地蔵（生野区勝山北4丁目）この辺りが旧大字猪飼野の小路集落である。ちょうど撮影者の立っている位置・左の一方通行の標識のある道路部分にかつて旧平野川が流れていた。

旧猪飼野地域は、東は旧小路村、巽町の境まで、西は付け替え前の平野川の旧流域（桃谷3丁目の大半を含み、勝山北5丁目から東）が地域であった。具体的には北は近鉄線を越え、現在の千日前通のさらに少し北、玉津2丁目の一部・大今里3丁目の一部地域まで、南は現在の田島2丁目と3丁目の境辺りまでの範囲。明治頃までの村落（旧猪飼野村）は現在のJR桃谷駅の東800メートルほどの界隈にあり、鶴橋街道などの地名が名残を示す。またこの界隈は大正期の耕地整理事業の以前より村落であったため周囲と比べて道割が往時の面影を残している。木村権右衛門邸宅跡の神木は今でも見られる（現在も個人の所有地であるため石碑等の表示はない）。

### 河川
- 平野川
  - 現在は猪飼野地域の中央を南北にまっすぐ流れる掘り込み河川であるが、かつては地域の西の境界をくねくね曲がって流れていた。現在は旧流域は埋め立てられ、さらに一部地域は区画整理されているためその痕跡は判別しづらい。前述の「つるのはし」の跡近くにつるのはし跡公園が1997年に作られ、顕彰碑が建てられた。
  - 旧つるのはしの位置：北緯34度39分29.5秒 東経135度32分2.1秒 / 北緯34.658194度 東経135.533917度

※かつて地域北東に西ノ川が流れていたが昭和40年代に埋め立てられて消滅した。今里筋と近鉄大阪線の交差部すぐ南に猪飼野橋交差点があり、市道が南東-北西方向に斜めに交差しているが、その市道が河川の跡にひかれたもの。交差点の場所に猪飼野橋があった。

### 交通
鉄道
- JR大阪環状線・近鉄大阪線・地下鉄千日前線 鶴橋駅
- 近鉄大阪線 今里駅
- 地下鉄千日前線 今里駅
- JR大阪環状線桃谷駅

※いずれも地域からは少し離れている。
主要道路
- 千日前通
- 勝山通
- 今里筋

### 施設・旧跡
- 御幸森天神宮
- 大阪府警 生野警察署
- 大阪市立生野図書館
- 大阪市立大池中学校
- 大阪市立東成図書館
- 大阪市立御幸森小学校
- 大阪市立舎利寺小学校
- 御幸通商店街（御幸通東商店街、御幸通中央商店会、御幸通商店街）
- 大阪市営生野屋内プール

## 出身・ゆかりのある人物
- 木村権右衛門 - 河内の木綿商木村家の末。鶴橋町会議員、同耕地整理組合副組合長、淀川左岸水害予防会議員。衆議院議員（１期）。
- 中山福蔵[6]（弁護士、政治家） - 参議院議員、衆議院議員。猪飼野町に居住していた[6]。中山太郎、中山正暉の父。
- 松下幸之助（実業家） - 新型の電球用ソケットを考案し、当時勤めていた大阪電灯に採用を具申したが受け入れられなかったため会社を退職し、1917年（大正6年）6月に、猪飼野の借家で妻むめのと義弟の井植歳男らと共に電球ソケットの製造・販売を開始した。当初ソケットは売れずに困窮するも、川北電気企業社からの扇風機の風量切り替え部品の発注や、アタッチメント・プラグ、二灯用差込みプラグのヒットにより、経営は軌道に乗ることになる。アタッチメント・プラグと二灯用差込みプラグ発売前後の1918年（大正7年）には猪飼野を離れ、北区西野田大開町（現：福島区大開2丁目）に住居兼工場を構えて松下電気器具製作所（パナソニックの前身）を創業した[7]。
- 梁石日（小説家）- 猪飼野出身。